# سفارة إيطاليا في روسيا
سفارة إيطاليا في روسيا هي أرفع تمثيل دبلوماسي لدولة إيطاليا لدى روسيا. تقع السفارة في موسكو وهي تهدف لتعزيز المصالح الإيطالية في روسيا.

## وصلات خارجية
- قائمة سفارات إيطاليا
- قائمة السفارات في روسيا